# Паруново (Пермский край)
Паруново— деревня в Кишертском районе Пермского края. До 2006 года входила в состав Осинцевского сельсовета, ныне — поселения.

## Краткая характеристика
Деревня расположена на р. Грязнушке, есть магазин, проходит автобусный маршрут Бырма — Кишерть. В деревне проживает 153 человека (данные похозяйственного учёта сельской администрации).

## Население
| 2000 | 2004 | 2008 | 2010 | 2011 | 2012 | 2013 |
| ---- | ---- | ---- | ---- | ---- | ---- | ---- |
| 159  | ↗163 | ↘151 | ↘135 | →135 | ↗178 | ↘160 |
| 2015 | 2016 |      |      |      |      |      |
| ↘153 | ↗156 |      |      |      |      |      |